# Bug

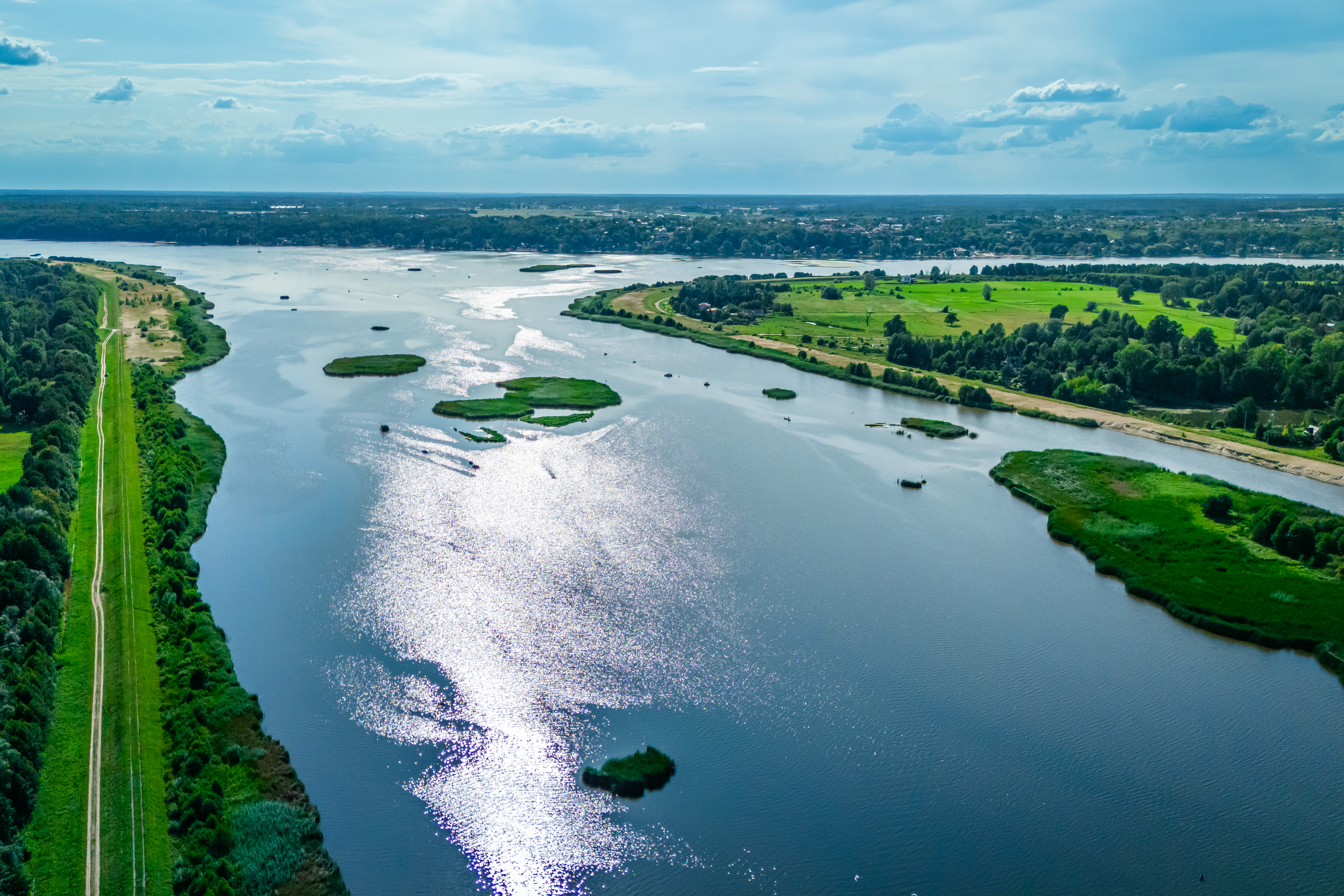
Ujście Bugu do Narwii

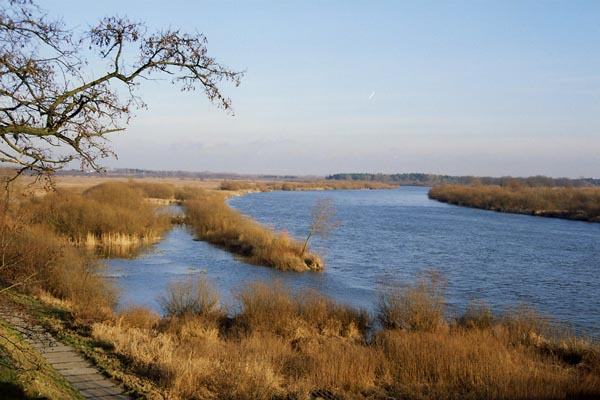
Bug w Wyszkowie

Bug (biał. Заходні Буг, Zachodni Buh; ukr. Західний Буг, Zachidnyj Buh) – czwarta pod względem długości rzeka w Polsce, będąca dopływem Narwi, przepływająca przez zachodnią Ukrainę, zachodnią Białoruś i wschodnią Polskę.
Ksiądz Franciszek Siarczyński w wydanym w latach 1782–1783 „Dykcyonarzyku geograficznym” podawał: BUG, rz[eka] w Polszcze, ma początek w Rusi czerwoney, płynie pod Sokal, Włodawę, Brzeście Lit[ewskie], Drohiczyn, a pod Zakroczymem łączy się z Wisłą.

## Dorzecze
Długość Bugu wynosi 772 km, a powierzchnia dorzecza 39 420 km². Z tego największa część leży na terenie Polski – 19,4 tys. km² (49,2%). Na terenie Ukrainy leży 10,8 tys. km² (27,4%) obszaru zlewni, na Białorusi natomiast 9,2 tys. km² (23,3%). Średni przepływ w dolnym biegu, w Wyszkowie, wynosi 154 m³/s, co czyni go czwartą co do wielkości rzeką Polski. Dorzecze rozciągnięte jest południkowo. Obejmuje kilka regionów geologicznych i fizjograficznych.
Nazwa rzeki jest tak zwanym substratem językowym: została przejęta przez Lechitów od ludności wcześniej zamieszkującej jej dorzecze.

## Przebieg

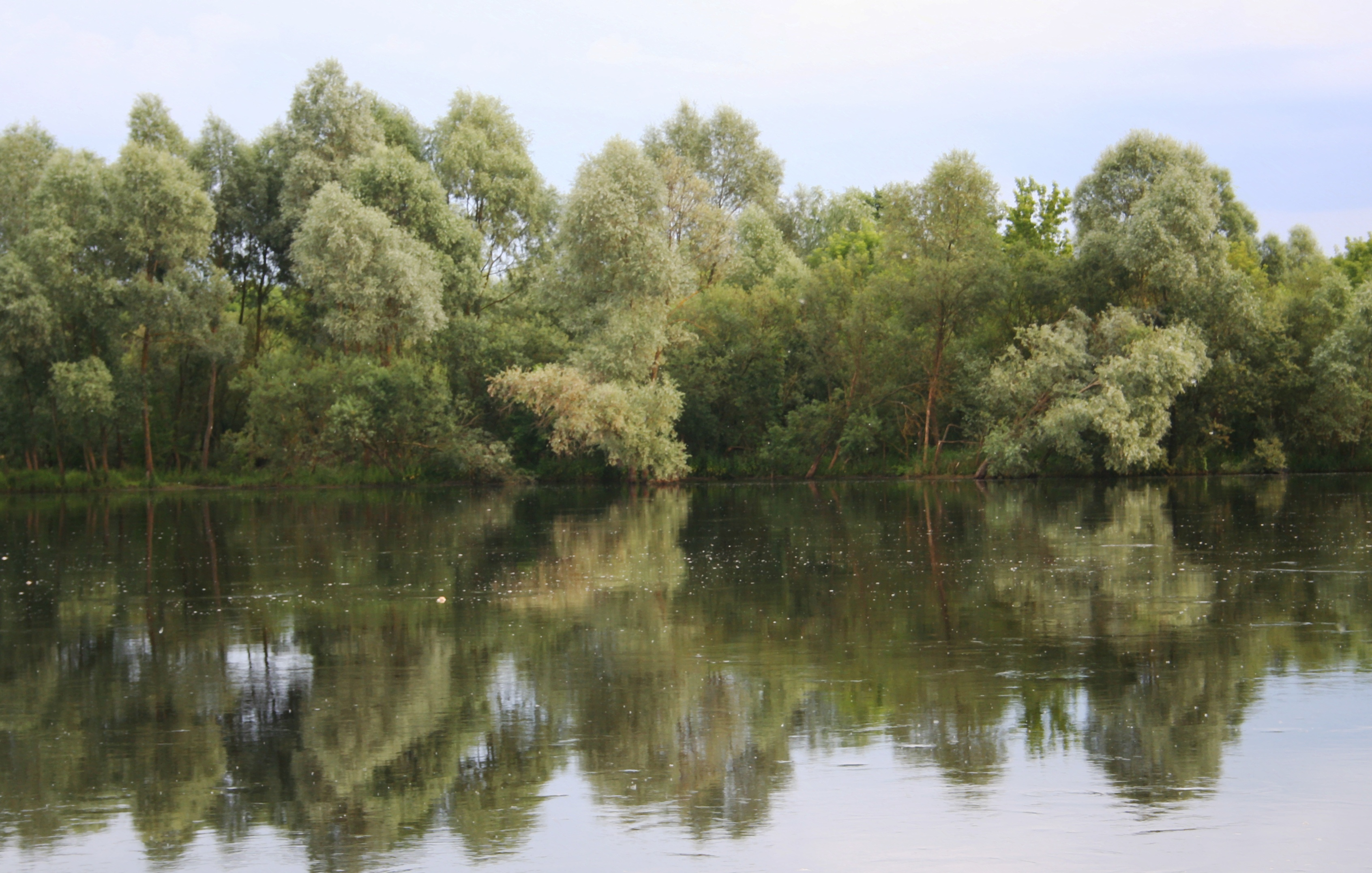
Bug pomiędzy Niemirowem a Gnojnem. W tym miejscu przestaje być rzeką graniczną między Polską a Białorusią

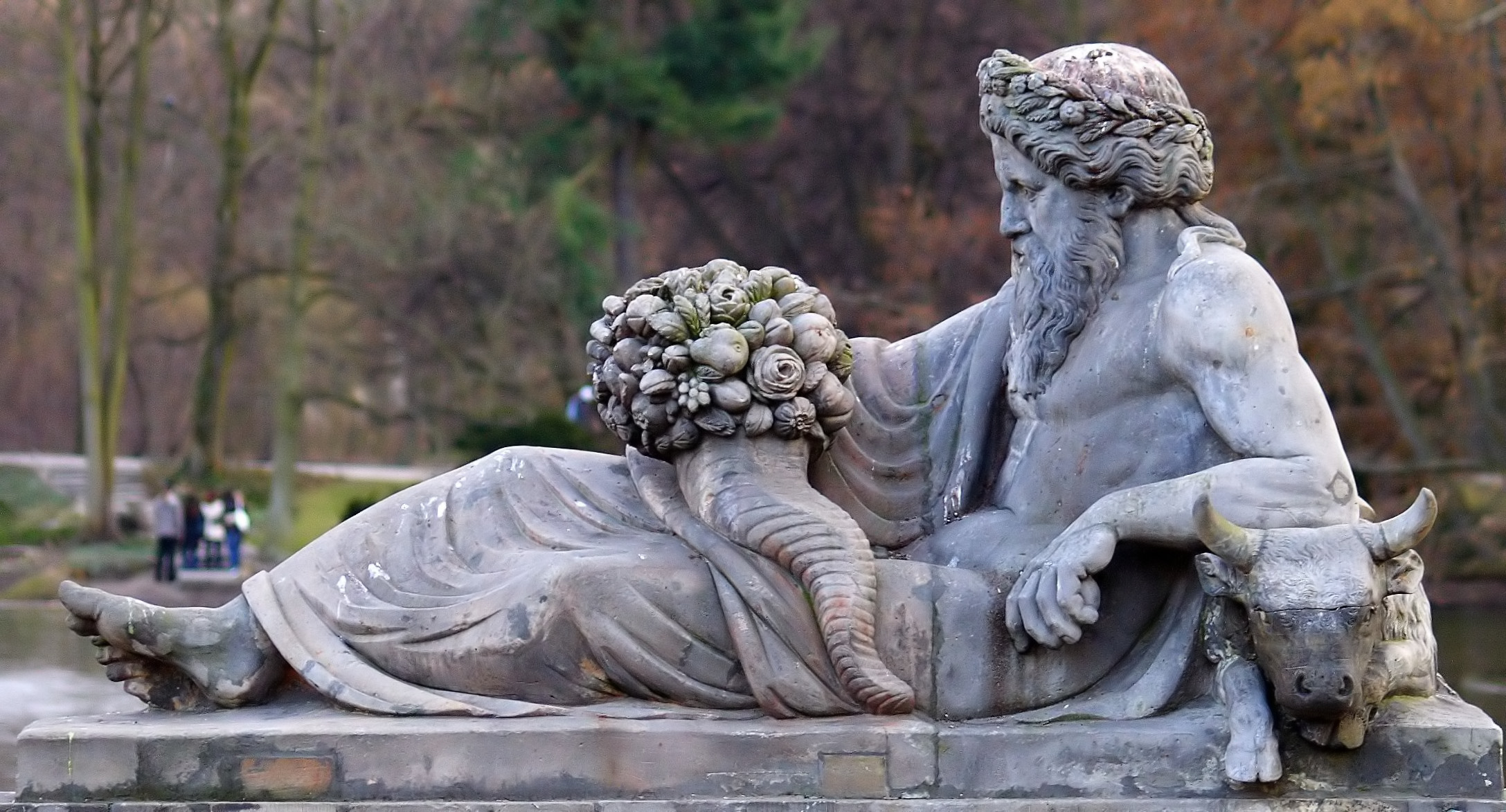
Alegoria Bugu, posąg przed pałacem Na Wyspie w Warszawie

Bug ma źródło w Werchobużu na północnej Wyżynie Podolskiej na Ukrainie, na wysokości 311 m n.p.m. Wpływa do jeziora Zegrzyńskiego, stanowiąc jednocześnie lewy dopływ Narwi. W większości (około ¾ długości) biegnie na wysokości 100–200 m n.p.m. Na odcinku 363 km (Gołębie – Niemirów) stanowi granicę z Ukrainą i Białorusią. Koryto Bugu w Zosinie jest najdalej na wschód wysuniętym miejscem Polski (24,9°E). W najwyższej swojej części Bug płynie przez Kotlinę Pobuża, dalej przez Wyżynę Wołyńską oraz jej subregiony: Grzędę Sokalską, Kotlinę Hrubieszowską oraz Grzędę Horodelską. Zakole Bugu nieopodal Horodła wyznacza granicę Wyżyn Ukraińskich i Niżu Wschodniobałtycko-Białoruskiego. Od Horodła po ujście Krzny Bug biegnie przez cztery obszary Podlasia (prowincja Nizina Środkowoeuropejska, podprowincja Niziny Środkowopolskie).
Zbudowany w XIX wieku Kanał Królewski (budowę rozpoczęto w 1786) łączy Bug przez Prypeć z Dnieprem. Zgodnie z Rozporządzeniem Rady Ministrów z 2002 r. ws. klasyfikacji śródlądowych dróg wodnych, Bug ma klasę żeglowną Ia i stanowi szlak wodny na odcinku od ujścia rzeki Muchawiec do ujścia do rzeki Narwi.
Do 1962 uznawano, że Narew jest dopływem Bugu, który ma większy średni przepływ w miejscu połączenia rzek (przepływ Narwi w Zambskach Kościelnych wynosi 140 m³/s).

### Główne dopływy
Lewe
- Pełtew
- Udal
- Bukowa
- Huczwa
- Wełnianka
- Sołokija
- Uherka
- Włodawka
- Krzna
- Toczna
- Cetynia
- Liwiec
- Grabar

Prawe
- Ług
- Muchawiec
- Leśna
- Nurzec
- Brok

### Miejscowości nad rzeką Bug
Uporządkowane od źródeł do ujścia:

- Szumin
- Czerwonogród
- Sokal
- Kryłów
- Strzyżów
- Zosin
- Horodło
- Dubienka
- Dorohusk
- Świerże
- Wola Uhruska
- Zbereże
- Orchówek
- Włodawa
- Michalków
- Murawiec
- Kuzawka
- Sławatycze
- Kodeń
- Żuki
- Terespol
- Brześć
- Neple
- Krzyczew
- Pratulin
- Niemirów
- Gnojno
- Serpelice
- Mielnik
- Kózki
- Drohiczyn
- Granne
- Nur
- Zuzela
- Małkinia Górna
- Brok
- Brańszczyk
- Kamieńczyk
- Wyszków
- Barcice
- Popowo Kościelne
- Kania Polska
- Kuligów
- Arciechów

## Przyroda
Okolice Bugu wyróżniają się znacznym zróżnicowaniem siedlisk i występujących w nich gatunków. Na odcinku od Gołębia do Terespola stwierdzono występowanie około tysiąca gatunków roślin naczyniowych. Fauna również jest różnorodna – należy do niej blisko 100 gatunków motyli dziennych (około 70% wszystkich polskich gatunków), 44 gatunki ryb (to odpowiednio 57%) oraz 158 gatunków ptaków lęgowych i prawdopodobnie lęgowych (69%). Część doliny Bugu objęta jest ochroną – to 37,6% powierzchni leżących na wymienionym obszarze gmin, od Włodawy po Mircze.

## Zanieczyszczenie
Przeprowadzone w 2005 roku badania poświęcone granicznemu odcinkowi Bugu (363 km) wykazały, że woda w tamtym odcinku rzeki należała w całości do IV i V klasy jakości, to jest słabej (92%) i złej (8%). W 2009 roku miała miejsce katastrofa ekologiczna na Bugu i Narwi. Z rzek tych wyłowiono 200 ton śniętych ryb. W latach 2010–2012 oceniona została jakość wód Bugu na odcinku od Kryłowa (pierwszy punkt pomiarowy po wpłynięciu Bugu z Ukrainy). Do Dorohuska woda wykazywała słaby stan ekologiczny (IV klasa), do Terespola stan umiarkowany (III klasa), po czym znów stan wód pogarszał się do słabego. Jako przyczynę złej jakości wód wskazano w 2016 niewystarczającą współpracę międzynarodową.

## Galeria

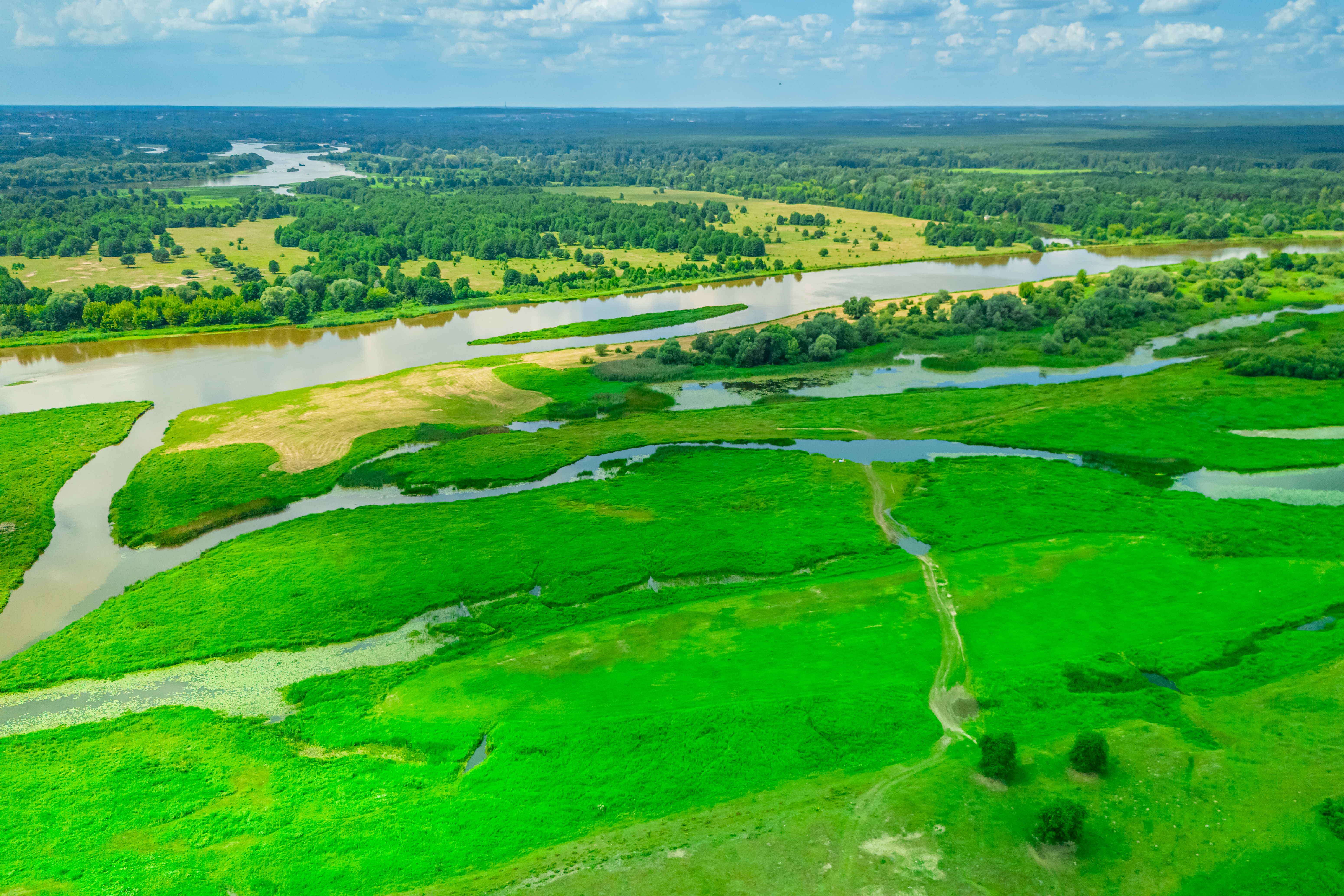
Rozlewiska Bugu w Kuligowie